# Simfonia núm. 6 (Kantxeli)
La Simfonia núm. 6 va ser composta per Guia Kantxeli entre els anys 1978 i 1980, com un encàrrec de la Gewandhausorchester de Leipzig. L'estrena original es va fer el 7 d’abril de 1980 a Tbilisi, interpretada per l’Orquestra Simfònica de l’Estat de Geòrgia sota la batuta de Djànsug Kakhidze. La versió definitiva es va estrenar el 22 d’octubre de 1981 a Leipzig, amb la mateixa orquestra dirigida per Kurt Masur.

## Música
La simfonia, estructurada en un sol moviment sense interrupcions, pot dividir-se en tres parts. La primera presenta un tema d’arrel folklòrica al violoncel amb un timbre antic, seguit d’un diàleg entre dues flautes i l’arpa. Després d’una entrada dramàtica de les cordes, el clavecí introdueix una sèrie de canvis tonals, i el material inicial torna, interromput per esclats de l’orquestra. La segona part, més melòdica i meditativa, culmina amb crides dramàtiques de trompes d’estil neobarroc, abans de recuperar motius anteriors i donar pas a un solo de violoncel. La tercera comença misteriosament amb campanes tubulars i alterna tensió i repòs. El tema inicial reapareix, però és interromput per un clímax orquestral amb tam-tam. Un cop de gong dona pas al retorn del tema inicial, que tanca l’obra amb una nota suspesa.
L’obra presenta tres grans clímaxs, cadascun dels quals retrocedeix gradualment cap a una música d’una gran transparència i simplicitat. És una música d’una quietud sorprenent —similar a la composta per Pärt i Górecki—, la superfície de la qual és alterada per onades sonores.